# DJ BoBo
Peter René Baumann (* 5. ledna 1968 Kölliken), známější jako DJ Bobo, je švýcarský DJ, popový hudebník, zpěvák a tanečník, produkující hudbu ve stylu Eurodance.

## Diskografie

### Studiová alba
- 1993: Dance with Me
- 1994: There Is a Party
- 1995: Just for You
- 1996: World in Motion
- 1998: Magic
- 1999: Level 6
- 1999: The Ultimate Megamix '99
- 2001: Planet Colors
- 2002: Celebration
- 2003: Visions
- 2003: Live in Concert
- 2005: Pirates of Dance
- 2006: Greatest Hits
- 2006: Sweet Christmas
- 2007: Vampires
- 2008: Olé Olé - The Party
- 2010: Fantasy
- 2011: Dancing Las Vegas
- 2013: Reloaded
- 2014: Circus
- 2016: Mystorial
- 2018: KaleidoLuna
- 2020: Remixes & Unreleased Tracks
- 2022: Evolut30n

### Singly
- 1992: „Somebody Dance With Me“
- 1993: „Keep On Dancing“
- 1993: „Take Control“
- 1994: „Take Control (Remix)“
- 1994: „Everybody“
- 1994: „Let The Dream Come True“
- 1994: „Let The Dream Come True (Remix)“
- 1995: „Love Is All Around“
- 1995: „There Is A Party“
- 1995: „Freedom“
- 1996: „Love Is The Price“
- 1996: „Pray“
- 1996: „Respect Yourself“
- 1997: „It's My Life“
- 1997: „Shadows Of The Night“
- 1998: „Where Is Your Love“
- 1998: „Around The World“
- 1998: „Celebrate“
- 1999: „Together“
- 1999: „Lies“
- 2001: „What A Feeling“
- 2001: „Hard To Say I'm Sorry“
- 2001: „Colors Of Life“
- 2002: „Celebration“
- 2003: „I Believe“
- 2003: „Chihuahua“
- 2003: „Chihuahua (Remixes)“
- 2004: „Pirates Of Dance“
- 2005: „Amazing Life“
- 2006: „Secrets Of Love“
- 2007: „Vampires Are Alive“
- 2007: „We Gotta Hold On“
- 2007: „Because Of You“
- 2008: „Olé Olé“
- 2010: „Superstar“
- 2010: „This Is My Time“
- 2011: „Everybody's Gonna Dance“
- 2012: „La Vida Es“
- 2013: „Take Control“ (ft. Mike Candys)
- 2016: „Belive“
- 2016: „Get on Up“
- 2016: „Life Goes On“
- 2018: „Yaa Yee“